# Shen Kuo

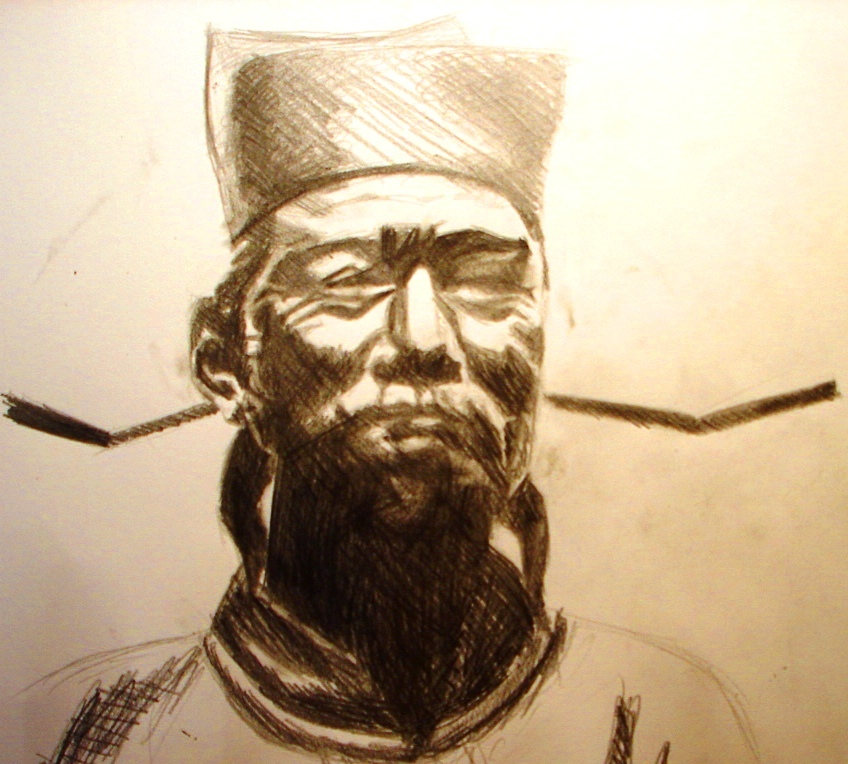
Shen Kuo

Shen Kuo of Shen Kua (Chinees: 沈括; pinyin: Shěn Kuò) (1031–1095), Chinese naam Cunzhong en pseudoniem Mengqi Weng, was een Chinees filosoof, natuuronderzoeker, diplomaat, uitvinder en dichter uit de Song-dynastie. Hij was de belangrijkste astronoom aan het hof van de Song-keizer, keizerlijk inspecteur, minister van financiën en onderminister van keizerlijke gastvrijheid. Politiek gezien was hij een aanhanger van kanselier Wang Anshi's hervormingsgezinden.
In zijn Meng Xi Bi Tan (Mandarijn: 夢溪筆談 - droom-poel-verhandelingen) uit 1088 beschreef Shen als eerste een magnetische kompasnaald, die voor navigatie gebruikt kon worden (deze werd in Europa pas in 1187 door Alexander Neckam beschreven). Shen ontdekte dat de geografische noordpool afwijkt van de geomagnetische noordpool, zodat het mogelijk werd de breedtegraad beter te berekenen. Dit was een grote verbetering voor de Chinese navigatie. In Europa raakte het concept van een geografische noordpool pas vier eeuwen later bekend.
Samen met zijn medewerker Wei Pu bracht Shen tijdens een vijfjarig project de beweging van de Maan en de planeten nauwkeurig in kaart. Om met een grotere nauwkeurigheid astronomische metingen te kunnen doen verbeterde hij het ontwerp van instrumenten als armillarium, gnomon en wateruurwerk. Hij bestudeerde ook geologische processen en stelde een theorie op over hoe het landschap zich vormt. Shen bestudeerde de vorming van sedimenten en de erosie van bodems, en het viel hem op dat mariene fossielen ver in het binnenland konden worden gevonden. Nadat hij versteende bamboe had aangetroffen in het aride klimaat van Noord-China, stelde hij een hypothese op over geleidelijke klimaatsverandering.
Hij was de eerste die het gebruik van een droogdok om schepen te repareren in China beschreef en beschreef ook de relatief nieuwe uitvinding van de keersluis in kanalen. Hoewel de Perzische uitvinder Alhazen de eerste was die een camera obscura beschreef, was Shen de eerste in China die dit deed, een aantal tientallen jaren later. Shen beschreef ook de boekdrukkunst, die was uitgevonden door Bi Sheng (990-1051).
Veel van Shens werk is niet bewaard gebleven. Hoewel het meeste van zijn bewaard gebleven werk over technologische uitvindingen en natuuronderzoek gaat schreef hij ook poëzie, deed hij toekomstvoorspellingen, beschreef hij het bovennatuurlijke en schreef hij filosofische commentaren op Taoïstische en Confucianistische teksten.
- Bibsys: 13070766
- Bibliothèque nationale de France: cb170960086 (data)
- CiNii: DA00444274
- Gemeinsame Normdatei: 119022036
- International Standard Name Identifier: 0000 0000 8358 2827
- Library of Congress Control Number: n82003158
- Bibliotheek van het Japanse parlement: 00533819
- Nationale bibliotheek van Australië: 36609023
- Nationale Bibliotheek van Israël: 987007459245905171
- Nederlandse Thesaurus van Auteursnamen: 143133616
- Système universitaire de documentation: 092693202
- Trove: 1325619
- Virtual International Authority File: 13108538
- WorldCat: E39PBJjRXKrFYkqmxBhDJm7rbd